# ائتلاف فلامان جدید
ائتلاف فلامان جدید (هلندی: Nieuw-Vlaamse Alliantie , مخفف: ان-وی‌ای یا N-VA) یک حزب ملی‌گرای فلامان و محافظه کار  در بلژیک است. این حزب در سال ۲۰۰۱ توسط جناح راستگرای اتحادیه خلق (VU) تأسیس شد.
ان وی-ای یک جنبش منطقه‌گرا و جدایی‌طلب است که خود را با ترویج ملی‌گرایی مدنی می‌شناساند. در جنبش فلامان، این حزب برای جدایی مسالمت آمیز و تدریجی فلاندر از بلژیک تلاش می‌کند. در سال‌های اخیر، این حزب به بزرگ‌ترین حزب فلاندر و همچنین کل بلژیک تبدیل شده است و تا ۹ دسامبر ۲۰۱۸ در دولت بلژیک ۱۸–۲۰۱۴ شرکت داشت

## بنیاد و ایدئولوژی
ائتلاف فلامان جدید یک حزب نسبتاً جوان است که در پاییز ۲۰۰۱ تأسیس شد. این حزب یکی از جانشینان حزب اتحادیه خلق (Volksunie) که از سال ۱۹۵۴ تا ۲۰۰۱ وجود داشت است، اما بر اساس یک سنت سیاسی تثبیت شده است. ان-وی ای در راستای همان هدف قبلی خود در فولکسونی کار می‌کند: تعریف مجدد ناسیونالیسم فلامان در یک محیط معاصر. بارت دی وور، رهبر انت، خود را محافظه‌کار و ملی‌گرا می‌نامد. در سال‌های اولیه، ان وی -ای خواهان یک  جمهوری فلامان به عنوان یک کشور عضو یک کنفدراسیون دموکراتیک اروپایی  بود . این حزب در بیانیه مأموریت اولیه خود اظهار داشت که چالش‌های قرن بیست و یکم را می‌توان به بهترین وجه توسط جوامع قوی و با همکاری بین‌المللی به خوبی توسعه یافته پاسخ داد، موضعی که در شعار آنها منعکس شد: «در ضروری در فلاندر  ، مفید در اروپا  . " (هلندی: Nodig in Vlaanderen, nuttig in Europa  .)

### مهاجرت
این حزب خواستار سیاست‌های مهاجرتی سخت‌گیرانه‌تر و اصلاحات در قوانین پناهندگی در پلتفرم خود، اولویت بخشی به مهاجرت مبتنی بر دانش در یک سیستم امتیازی مشابه مدل کانادایی و گنجاندن یک «قرارداد ادغام» اجباری برای مهاجران برای یادگیری زبان هلندی و گذراندن آزمون مهارت ارزشی و اجتماعی قبل از دریافت شهروندی بلژیک است. این حزب همچنین خواهان این است که اگر افراد دوتابعیتی به جرم تروریسم و سایر جرایم جدی محکوم شوند، باید سلب تابعیت شوند و نیز این که مهاجران غیرقانونی اخراج شوند. این حزب همچنین پس از تبدیل شدن به بزرگ‌ترین حزب در پارلمان فلاندر، یک منصب دولتی جدید به عنوان وزیر ادغام در دولت فلامان ایجاد کرد. در سیاست فدرال، نماینده ان-وی ای، تئو فرانکن، که به عنوان وزیر مشاور بلژیک در امور پناهندگی و مهاجرت فعالیت می‌کرد، به دنبال تشدید قوانین در مورد مهاجرت خانوادگی بود و به دلیل نظارت بر اخراج مهاجران غیرقانونی و خارجی‌های دارای سابقه جنایی مورد توجه قرار گرفت. این سیاست او را به محبوب‌ترین سیاستمدار تبدیل کرد این حزب همچنین اخیراً منتقد چندگانگی فرهنگی شده است و استدلال می‌کند که این مفهوم از فراگیری و انسجام اجتماعی در بین مردم جلوگیری می‌کند و احزاب فرانسوی زبان را متهم کرده است که از طریق سیاست‌های حکومتی بلژیک مهاجرت گسترده و سیاست‌های چندفرهنگی را به فلاندر تحمیل کرده‌اند. در سال ۲۰۱۸، این حزب با پیمان جهانی مهاجرت سازمان ملل متحد مخالفت کرد و متعاقباً در اعتراض به تصویب آن، مشارکت خود در دولت بلژیک را لغو کرد. برخی از مفسران این تغییرات را پاسخی به افزایش حمایت از ولامس بلانگ ملی‌گرای فلامان می‌دانند که او نیز علیه پیمان مهاجرت مبارزه می‌کرد. ان وی -ای همچنین از افزایش هزینه کرد و منابع برای پلیس و نیروهای مرزی و همچنین منابع بیشتر برای مبارزه با تروریسم و تلاش‌های امنیت ملی حمایت می‌کند.